# Restaino Cantelmo-Stuart
Restaino Cantelmo-Stuart y Brancia (Nápoles, 1651-Madrid, 16 de enero de 1723) fue un noble y militar napolitano al servicio de España, VIII duque de  Popoli y III príncipe de Pettorano (desde 1693 hasta su muerte), grande de España de primera clase (1722), patricio napolitano, capitán general de Cataluña en 1713, célebre por su participación al mando de las tropas borbónicas durante la primera fase del sitio de Barcelona.
Fue consejero de Guerra y Finanzas del Rey de España (1715) y ayo del Príncipe de Asturias, Luis de Borbón (1716).

## Vida

### Juventud
Hijo de Fabrizio Cantelmo-Stuart, VI duque de Pópoli y II príncipe de Pettorano, y de Beatriz Brancia, nació en Nápoles cuando la ciudad formaba parte de la Corona Española. Entró en el ejército reinando Carlos II como capitán de caballería (1672), y fue maestre de campo del Tercio Viejo de Infantería Italiana durante la guerra de Mesina (1674-78). Ascendido a General Brigadier del Ejército (1687), permaneció fiel a Felipe V durante la guerra de sucesión española.

### La Guerra de Sucesión
El Duque de Pópoli tomó parte en la represión de la conspiración austracista dirigida por el Príncipe de Macchia que tuvo lugar en Nápoles en 1701, siendo ascendido a Mariscal de Campo y capitán de las Guardias Italianas en 1702.
Llegó a Barcelona al mando de una compañía de estos Guardias, formada por los nombres más ilustres del Reino de Nápoles, poco antes del comienzo del primer sitio de Barcelona de 1705. Pópoli tomó parte en la defensa, que resultó imposible por la falta de municiones y los afectos austracistas de la población civil. Según las condiciones de la capitulación del 9 de octubre, Pópoli pudo retirarse junto con otros destacados borbónicos, así como su familia y la compañía de guardias italianas, ninguno de cuyos miembros quiso jurar lealtad al pretendiente Carlos III.
Con la caída del Reino de Nápoles en manos austracistas (1707), el pretendiente confiscó sus propiedades y feudos, que no serían devueltos a su hijo y sucesor hasta 1725, por el Tratado de Viena.

### El sitio de Barcelona

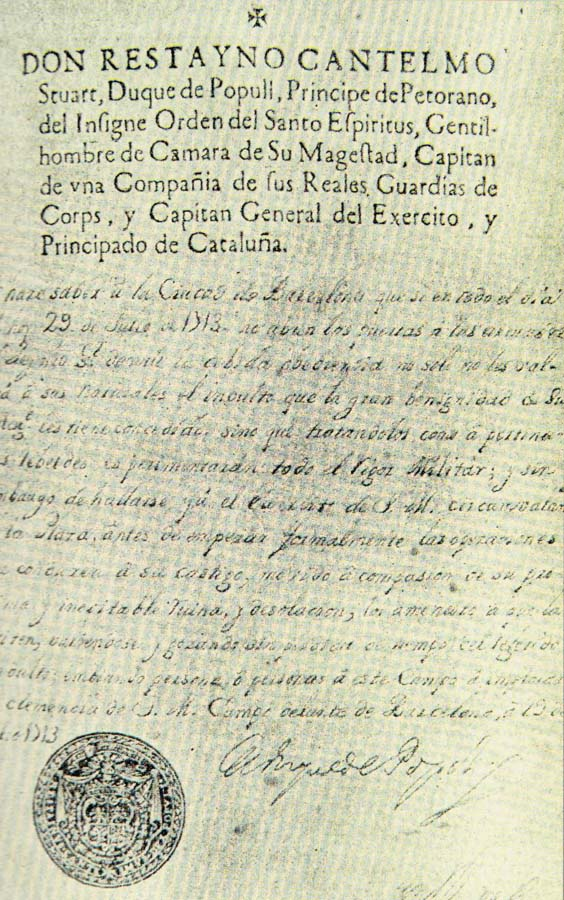
Documento signado por el duque de Pópoli el 29 de julio de 1713 mediante el cual solicita la rendición de Barcelona. Tras casi un año bloqueando la ciudad, la estrategia del duque de Pópoli resultó un fracaso, siendo relevado por el duque de Berwick.

Nombrado capitán general de Cataluña, el duque de Pópoli publicó en nombre del Rey un perdón general y olvido de todo lo pasado para todos aquellos que volvieran a su obediencia y se presentaran ante su persona para prestarle homenaje, cosa que hicieron los de Vich. Manresa, refugio de gran número de austracistas, fue castigada con la demolición de las murallas, la quema de las casas y la confiscación de los bienes de los rebeldes.
El 29 de julio despachó el Duque un mensajero a la Diputación de Barcelona advirtiéndola que si la ciudad no le abría las puentes, sometiéndose a la obediencia de su legítimo rey y acogiéndose al perdón que generosamente le ofrecía, se vería obligado a tratarla con todo el rigor de la guerra, a lo cual la Diputación respondió que estaba determinada a resistir. Pópoli avanzó desde Martorell hasta Hospitalet de Llobregat, comenzando el bloqueo de Barcelona el 25 de agosto, gracias a la llegada de las tropas de Sicilia al mando del Marqués de los Balbases, último gobernador de la isla, evacuada según los estipulado en el Tratado de Utrecht. Pópoli decidió no intentar el asalto debido a su penuria de medios.
La escuadra española seis galeras y tres navíos no logró impedir que los barceloneses recibieran constantes refuerzos y vituallas desde Mallorca y Cerdeña. Fue preciso formar una escuadra de cincuenta velas, compuesta de navíos españoles, franceses é ingleses, para bloquear el puerto de Barcelona. En tierra, y debido a las acciones de guerrilla de Rafael Nebot, que inflamaban todo el Principado desde su refugio en las montañas de Puigcerdá, Pópoli aplicó un extremado rigor, ordenando incendiar aquellas poblaciones que prestara auxilio a los rebeldes, y condenando a muerte a todo paisano a quien se encontrara armado, aunque fuese con un cuchillo.
El 4 de marzo de 1714 emprendió el bombardeo de la ciudad, suspendido a los pocos días por orden de Madrid a causa de la negociación del Tratado de Rastatt. Los barceloneses, creyendo que el Emperador Carlos quedaba como Conde de Barcelona, se reafirmaron en su resistencia. Pópoli les informó que tal cosa no era cierta, ofreciendo de nuevo un perdón general si dejaban las armas, dándoles de plazo hasta el 8 de mayo. El 9 comenzó de nuevo el bombardeo de la ciudad.
Viendo la tenacidad de la revuelta catalana, Felipe V ordenó enviar a las tropas de Flandes y Sicilia para poner sitio formal a Barcelona. Así, tras 11 meses de bloqueo, el 6 de julio de 1714 Pópoli fue sustituido por el duque de Berwick, iniciándose el sitio de 61 días que culminaría con la toma de la capital catalana. Entretanto, Pópoli se trasladó a Madrid, para rendir cuentas ante el Secretario de Hacienda, Jean Orry.
En 1715 entró a formar parte de los Consejos de Guerra y Finanzas del Rey de España, y al año siguiente fue nombrado tutor del Príncipe de Asturias.

## Distinciones honoríficas
- Caballero de la Orden de Santiago (1706).
- Caballero de la Orden del Toisón de Oro (6 de agosto de 1714).
- Caballero de la Orden de San Miguel.
- Caballero de la Orden del Espíritu Santo (26 de julio de 1717).

## Matrimonio y descendencia
Contrajo matrimonio en Nápoles, en 1690, con su sobrina paterna Beatrice Cantelmo-Stuart (m. Zaragoza, 26 de julio de 1711), hija de su hermano Giuseppe Cantelmo-Stuart y su esposa Diana Gaetani dell' Aquila d' Aragona Carafa. 
1. Giuseppe (14 de septiembre de 1692 - 7 de junio de 1749), IX duque de Pópoli, IV príncipe de Pettorano y grande de España de primera clase (desde 1723), patricio napolitano, Brigadier de la Real Armada Española (desde 1724). Casó el 22 de abril de 1717 con Caterina Berta de Boufflers
2. Diana, monja benedettina en el monasterio de los santos Marcellino y Pedro en Nápoles.
3. Giacomo, patricio napolitano y sacerdote.
4. Camilla (25 de abril de 1700 - 4 de septiembre de 1750), X duquesa de Pópoli, V princesa de Pettorano y grande de España de primera clase (desde 1749). Casó el 16 de enero de 1724 con Leonardo VII di Tocco, V príncipe de Montemiletto.